# Stichopogon maculipennis
Stichopogon maculipennis är en tvåvingeart som beskrevs av Engel och Cuthbertson 1939. Stichopogon maculipennis ingår i släktet Stichopogon och familjen rovflugor.
Artens utbredningsområde är Zimbabwe. Inga underarter finns listade i Catalogue of Life.